# Zastava M76
Zastava M76 (Srbohrvaško: Poluautomatska snajperska puška 7,9 mm M76; Polavtomatska ostrostrelna puška 7,9 mm M76) je polavtomatska ostrostrelna puška, ki je bila razvita v tovarni Crvena Zastava v začetku sedemdesetih let kot naslednica pušk Zastava M48 in Zastava M69. Narejena je bila na osnovi avtomatske puške Zastava M70, njena zunanjost pa spominja na rusko ostrostrelno puško Dragunov SVD.

## Delovanje
Kot vse druge ostrostrelske puške, je M76 namenjena uničevanju živih ciljev na velikih razdaljah. V rokah začetnika je učinkovita do 600 m, v rokah izkušenega ostrostrelca pa vse do 1000 m.
M76 deluje na osnovi kalašnikov sistema, ki je prirejen za večje in močnejše strelivo 7,9 mm.  Orožje deluje samo v polavtomatskem načinu. Varovalka je enaka tisti na navadni kalašnikov avtomatski puški, le da ima dva položaja namesto treh (brez avtomatskega streljanja) in položaja sta: zgoraj U kot ukočeno (zaklenjeno) in spodaj J kot jedinačno (polavtomatsko).
Deli ostrostrelne puške M76 so: cevi z razbijalom plamena, plinske komore z regulatorjem odvodnih plinov, zaklepišča s pištolskim ročajem in pokrovom, plinskega cilindra, mehanizma za proženje, zaklepa z nosilcem in batom, lesenih oblog, kopita, bajoneta z žlebom, v nekaterih primerih tudi nožic, optičnega merka z nosilcem, okvirja in rezervnega orodja ter pribora.
M76 uporablja naboj kalibra 7,92x57 mm (najbolj znan iz puške Mauser Kar98k, ima pa več kinetične energije kot 7,62x39 in 5,56x45 skupaj) z univerzalnim in označevalnim zrnom, izdelav v tovarni Prvi Partizan (Užice). Jugoslovanska ostrostrelna različica naboja 7,9mm Mauser, ki se uporablja v puški ima naziv M75 in se razlikuje od jugoslovanskega M49.

### Daljnogled
Za merjenje se uporablja daljnogled ON M76 sarajevske tovarne Zrak z osvetljenim križcem in 4x povečavo, a so konstruktorji obdržali oba mehanična merka. V začetku devetdesetih so na M76 nameščali tudi daljnogled M93 (kopijo tistega na Dragunov SVD) s 6x povečavo,
Na njo se pa da nastaviti tudi pasivno oziroma nočno namerilno napravo PN 5x80 druge generacije za streljanje ponoči. Ta deluje tako, da ponoči absorbira vso infrardečo svetlobo Lune, zvezd in drugi objektov in jo ojača do 30.000-krat.

### Razbijalec plamena
Na cev je nameščen razbijalec plamena, ki ne utiša zvoka projektila zaradi nadzvočne hitrosti zrna, ampak le prikrije plamen na ustju cevi. Mogoče je uporabiti tudi naboje s podzvočno hitrostjo, ti imajo zadovoljiv učinek le na razdalje do 300 ali 400 m.

## Uporaba
Polavtomatska ostrostrelska puška M76 je bila uporabljena v spopadih na prostoru bivše SFRJ z zadovoljivim učinkom (še posebej v pouličnih bojih-Karlovca, Derventa, Sarajeva...). Kot vse puške kalašnikov sistema se je izkazala za zelo enostavno in zanesljivo ter robustno, a so na dan prišle tudi njene napake, kot so daljnogled s premalim dosegom in neergonomska varovalka. Je relativno natančna (1,5-2 kotni minuti).
Naslednica puške M76 je Zastava M91, ki ima močnejši daljnogled, kopito zelo podobno tistemu na ruski puški Dragunov SVD in šibkejše strelivo 7,62x54R mm.

## Uporabniki
- Bosna in Hercegovina[navedi vir]
- Hrvaška[1]
- Makedonija[1]
- Srbija[1][2]

- Teritorialna obramba Republike Slovenije[3]